# ساروس خورشیدی ۱۴۲
ساروس ۱۴۲ دوره‌ای زمانی با چرخه‌ای حدود ۱۸ سال و ۱۱ روز و ۸ ساعت (تقریباً ۶۵۸۵ و یک سوم روز) است که شامل ۷۲ خورشیدگرفتگی می‌شود.

## رخدادها
| ساروس | عضو | تاریخ                       | زمان (بزرگ‌ترین) ساعت هماهنگ جهانی | نوع  | مکان طول و عرض جغرافیایی | گاما    | قدر    | گُستره (km) | مدت زمان (دقیقه: ثانیه) | منبع |
| ----- | --- | --------------------------- | --------------------------------- | ---- | ------------------------ | ------- | ------ | ---------- | ----------------------- | ---- |
| ۱۴۲   | ۱   | ۱۷ آوریل ۱۶۲۴               | ۱۷:۱۶:۱۸                          | جزئی | 71.2S 23.1W              | -1.5208 | 0.0582 |            |                         |      |
| ۱۴۲   | ۲   | ۲۹ آوریل ۱۶۴۲               | ۰:۲۹:۴۳                           | جزئی | 70.6S 144.7W             | -1.4585 | 0.166  |            |                         |      |
| ۱۴۲   | ۳   | ۹ مه ۱۶۶۰                   | ۷:۳۶:۴۵                           | جزئی | 69.7S 95.9E              | -1.3897 | 0.2868 |            |                         |      |
| ۱۴۲   | ۴   | ۲۰ مه ۱۶۷۸                  | ۱۴:۴۰:۴۲                          | جزئی | 68.8S 22.1W              | -1.3172 | 0.4158 |            |                         |      |
| ۱۴۲   | ۵   | ۳۰ مه ۱۶۹۶                  | ۲۱:۴۱:۲۳                          | جزئی | 67.8S 138.7W             | -1.2406 | 0.5534 |            |                         |      |
| ۱۴۲   | ۶   | ۱۲ ژوئن ۱۷۱۴                | ۴:۴۰:۰۱                           | جزئی | 66.8S 105.8E             | -1.161  | 0.6976 |            |                         |      |
| ۱۴۲   | ۷   | ۲۲ ژوئن ۱۷۳۲                | ۱۱:۳۸:۴۸                          | جزئی | 65.8S 9.3W               | -1.08   | 0.8457 |            |                         |      |
| ۱۴۲   | ۸   | ۳ ژوئیه ۱۷۵۰                | ۱۸:۳۸:۵۲                          | جزئی | 64.8S 124.3W             | -0.9985 | 0.9956 |            |                         |      |
| ۱۴۲   | ۹   | ۱۴ ژوئیه ۱۷۶۸               | ۱:۴۰:۵۷                           | مرکب | 43S 137.4E               | -۰٫۹۱۷۶ | ۱٫۰۰۵۵ | ۴۸         | ۰ دقیقه و ۲۹ ثانیه      |      |
| ۱۴۲   | ۱۰  | ۲۵ ژوئیه ۱۷۸۶               | ۸:۴۶:۳۳                           | کامل | 34.6S 30.8E              | -۰٫۸۳۸۴ | ۱٫۰۱۰۶ | ۶۶         | ۰ دقیقه و ۵۹ ثانیه      |      |
| ۱۴۲   | ۱۱  | ۵ اوت ۱۸۰۴                  | ۱۵:۵۷:۱۳                          | کامل | 29.3S 77.1W              | -۰٫۷۶۲۲ | ۱٫۰۱۴۴ | ۷۵         | ۱ دقیقه و ۲۰ ثانیه      |      |
| ۱۴۲   | ۱۲  | ۱۶ اوت ۱۸۲۲                 | ۲۳:۱۴:۳۴                          | کامل | 26.1S 173.5E             | -۰٫۶۹۰۴ | ۱٫۰۱۷۳ | ۸۰         | ۱ دقیقه و ۳۵ ثانیه      |      |
| ۱۴۲   | ۱۳  | ۲۷ اوت ۱۸۴۰                 | ۶:۳۷:۳۲                           | کامل | 24.3S 62.9E              | -۰٫۶۲۲۳ | ۱٫۰۱۹۵ | ۸۳         | ۱ دقیقه و ۴۵ ثانیه      |      |
| 142   | 14  | September ۷, ۱۸۵۸           | ۱۴:۰۹:۲۹                          | کامل | 23.9S 49.8W              | -۰٫۵۶۰۹ | ۱٫۰۲۱  | ۸۵         | ۱ دقیقه و ۵۰ ثانیه      |      |
| 142   | 15  | September ۱۷, ۱۸۷۶          | ۲۱:۴۹:۱۵                          | کامل | 24.6S 164.5W             | -۰٫۵۰۵۴ | ۱٫۰۲۲  | ۸۶         | ۱ دقیقه و ۵۳ ثانیه      |      |
| 142   | 16  | September ۲۹, ۱۸۹۴          | ۵:۳۹:۰۲                           | کامل | 26.1S 78.5E              | -۰٫۴۵۷۳ | ۱٫۰۲۲۶ | ۸۵         | ۱ دقیقه و ۵۵ ثانیه      |      |
| ۱۴۲   | ۱۷  | خورشیدگرفتگی ۱۰ اکتبر ۱۹۱۲  | ۱۳:۳۶:۱۴                          | کامل | 28.1S 40.1W              | -۰٫۴۱۴۹ | ۱٫۰۲۲۹ | ۸۵         | ۱ دقیقه و ۵۵ ثانیه      |      |
| ۱۴۲   | ۱۸  | خورشیدگرفتگی ۲۱ اکتبر ۱۹۳۰  | ۲۱:۴۳:۵۳                          | کامل | 30.5S 161.1W             | -۰٫۳۸۰۴ | ۱٫۰۲۳  | ۸۴         | ۱ دقیقه و ۵۵ ثانیه      |      |
| ۱۴۲   | ۱۹  | خورشیدگرفتگی ۱ نوامبر ۱۹۴۸  | ۵:۵۹:۱۸                           | کامل | 33.1S 76.2E              | -۰٫۳۵۱۷ | ۱٫۰۲۳۱ | ۸۴         | ۱ دقیقه و ۵۶ ثانیه      |      |
| ۱۴۲   | ۲۰  | خورشیدگرفتگی ۱۲ نوامبر ۱۹۶۶ | ۱۴:۲۳:۲۸                          | کامل | 35.6S 48.2W              | -۰٫۳۳   | ۱٫۰۲۳۴ | ۸۴         | ۱ دقیقه و ۵۷ ثانیه      |      |
| ۱۴۲   | ۲۱  | خورشیدگرفتگی ۲۲ نوامبر ۱۹۸۴ | ۲۲:۵۴:۱۷                          | کامل | 37.8S 173.6W             | -۰٫۳۱۳۲ | ۱٫۰۲۳۷ | ۸۵         | ۲ دقیقه و ۰ ثانیه       |      |
| ۱۴۲   | ۲۲  | خورشیدگرفتگی ۴ دسامبر ۲۰۰۲  | ۷:۳۲:۱۶                           | کامل | 39.5S 59.6E              | -۰٫۳۰۲  | ۱٫۰۲۴۴ | ۸۷         | ۲ دقیقه و ۴ ثانیه       |      |
| ۱۴۲   | ۲۳  | خورشیدگرفتگی ۱۴ دسامبر ۲۰۲۰ | ۱۶:۱۴:۳۹                          | کامل | 40.3S 67.9W              | -۰٫۲۹۳۹ | ۱٫۰۲۵۴ | ۹۰         | ۲ دقیقه و ۱۰ ثانیه      |      |
| ۱۴۲   | ۲۴  | خورشیدگرفتگی ۲۶ دسامبر ۲۰۳۸ | ۱:۰۰:۱۰                           | کامل | 40.3S 164E               | -۰٫۲۸۸۱ | ۱٫۰۲۶۸ | ۹۵         | ۲ دقیقه و ۱۸ ثانیه      |      |
| ۱۴۲   | ۲۵  | خورشیدگرفتگی ۵ ژانویه ۲۰۵۷  | ۹:۴۷:۵۲                           | کامل | 39.2S 35.2E              | -۰٫۲۸۳۷ | ۱٫۰۲۸۷ | ۱۰۲        | ۲ دقیقه و ۲۹ ثانیه      |      |
| ۱۴۲   | ۲۶  | خورشیدگرفتگی ۱۶ ژانویه ۲۰۷۵ | ۱۸:۳۶:۰۴                          | کامل | 37.2S 94.1W              | -۰٫۲۷۹۹ | ۱٫۰۳۱۱ | ۱۱۰        | ۲ دقیقه و ۴۲ ثانیه      |      |
| ۱۴۲   | ۲۷  | خورشیدگرفتگی ۲۷ ژانویه ۲۰۹۳ | ۳:۲۲:۱۶                           | کامل | 34.1S 136.4E             | -۰٫۲۷۳۷ | ۱٫۰۳۴  | ۱۱۹        | ۲ دقیقه و ۵۸ ثانیه      |      |
| ۱۴۲   | ۲۸  | ۸ فوریه ۲۱۱۱                | ۱۲:۰۵:۳۳                          | کامل | 30.2S 6.8E               | -۰٫۲۶۵  | ۱٫۰۳۷۴ | ۱۳۰        | ۳ دقیقه و ۱۷ ثانیه      |      |
| ۱۴۲   | ۲۹  | ۱۸ فوریه ۲۱۲۹               | ۲۰:۴۴:۳۷                          | کامل | 25.6S 122.5W             | -۰٫۲۵۲۶ | ۱٫۰۴۱۱ | ۱۴۲        | ۳ دقیقه و ۳۸ ثانیه      |      |
| ۱۴۲   | ۳۰  | ۲ مارس ۲۱۴۷                 | ۵:۱۸:۵۴                           | کامل | 20.5S 108.8E             | -۰٫۲۳۶  | ۱٫۰۴۵۲ | ۱۵۵        | ۴ دقیقه و ۲ ثانیه       |      |
| ۱۴۲   | ۳۱  | ۱۲ مارس ۲۱۶۵                | ۱۳:۴۵:۵۰                          | کامل | 14.9S 18.8W              | -۰٫۲۱۳  | ۱٫۰۴۹۵ | ۱۶۸        | ۴ دقیقه و ۲۷ ثانیه      |      |
| ۱۴۲   | ۳۲  | ۲۳ مارس ۲۱۸۳                | ۲۲:۰۶:۴۹                          | کامل | 8.9S 145.2W              | -۰٫۱۸۴۸ | ۱٫۰۵۴  | ۱۸۱        | ۴ دقیقه و ۵۴ ثانیه      |      |
| ۱۴۲   | ۳۳  | ۴ آوریل ۲۲۰۱                | ۶:۱۹:۵۷                           | کامل | 2.7S 90.2E               | -۰٫۱۴۹۵ | ۱٫۰۵۸۴ | ۱۹۴        | ۵ دقیقه و ۲۰ ثانیه      |      |
| ۱۴۲   | ۳۴  | ۱۵ آوریل ۲۲۱۹               | ۱۴:۲۶:۳۳                          | کامل | 3.7N 32.8W               | -۰٫۱۰۸۶ | ۱٫۰۶۲۸ | ۲۰۷        | ۵ دقیقه و ۴۵ ثانیه      |      |
| ۱۴۲   | ۳۵  | ۲۵ آوریل ۲۲۳۷               | ۲۲:۲۵:۰۴                          | کامل | 10.1N 153.7W             | -۰٫۰۶۰۶ | ۱٫۰۶۶۸ | ۲۱۹        | ۶ دقیقه و ۵ ثانیه       |      |
| ۱۴۲   | ۳۶  | ۷ مه ۲۲۵۵                   | ۶:۱۸:۰۶                           | کامل | 16.4N 87.2E              | -۰٫۰۰۷۶ | ۱٫۰۷۰۶ | ۲۳۰        | ۶ دقیقه و ۲۲ ثانیه      |      |
| ۱۴۲   | ۳۷  | ۱۷ مه ۲۲۷۳                  | ۱۴:۰۴:۳۱                          | کامل | 22.5N 29.7W              | ۰٫۰۵۱۵  | ۱٫۰۷۳۸ | ۲۴۰        | ۶ دقیقه و ۳۱ ثانیه      |      |
| ۱۴۲   | ۳۸  | ۲۸ مه ۲۲۹۱                  | ۲۱:۴۵:۲۸                          | کامل | 28.3N 144.5W             | ۰٫۱۱۵۳  | ۱٫۰۷۶۴ | ۲۴۹        | ۶ دقیقه و ۳۴ ثانیه      |      |
| ۱۴۲   | ۳۹  | ۹ ژوئن ۲۳۰۹                 | ۵:۲۱:۵۵                           | کامل | 33.6N 102.7E             | ۰٫۱۸۳۳  | ۱٫۰۷۸۳ | ۲۵۷        | ۶ دقیقه و ۳۰ ثانیه      |      |
| ۱۴۲   | ۴۰  | ۲۰ ژوئن ۲۳۲۷                | ۱۲:۵۵:۰۱                          | کامل | 38.3N 8.3W               | ۰٫۲۵۴۲  | ۱٫۰۷۹۵ | ۲۶۵        | ۶ دقیقه و ۲۱ ثانیه      |      |
| ۱۴۲   | ۴۱  | ۳۰ ژوئن ۲۳۴۵                | ۲۰:۲۶:۱۷                          | کامل | 42.1N 117.7W             | ۰٫۳۲۶۷  | ۱٫۰۷۹۷ | ۲۷۲        | ۶ دقیقه و ۷ ثانیه       |      |
| ۱۴۲   | ۴۲  | ۱۲ ژوئیه ۲۳۶۳               | ۳:۵۵:۰۳                           | کامل | 45N 134.5E               | ۰٫۴۰۱۲  | ۱٫۰۷۹۲ | ۲۷۹        | ۵ دقیقه و ۵۱ ثانیه      |      |
| ۱۴۲   | ۴۳  | ۲۲ ژوئیه ۲۳۸۱               | ۱۱:۲۵:۰۲                          | کامل | 46.9N 26.9E              | ۰٫۴۷۴۸  | ۱٫۰۷۷۷ | ۲۸۵        | ۵ دقیقه و ۳۳ ثانیه      |      |
| ۱۴۲   | ۴۴  | ۲ اوت ۲۳۹۹                  | ۱۸:۵۵:۱۴                          | کامل | 48N 80.4W                | ۰٫۵۴۸۲  | ۱٫۰۷۵۴ | ۲۹۱        | ۵ دقیقه و ۱۴ ثانیه      |      |
| ۱۴۲   | ۴۵  | ۱۳ اوت ۲۴۱۷                 | ۲:۲۸:۰۶                           | کامل | 48.3N 171.4E             | ۰٫۶۱۸۹  | ۱٫۰۷۲۳ | ۲۹۷        | ۴ دقیقه و ۵۵ ثانیه      |      |
| ۱۴۲   | ۴۶  | ۲۴ اوت ۲۴۳۵                 | ۱۰:۰۳:۱۲                          | کامل | 48.2N 62.2E              | ۰٫۶۸۷۵  | ۱٫۰۶۸۴ | ۳۰۴        | ۴ دقیقه و ۳۵ ثانیه      |      |
| ۱۴۲   | ۴۷  | ۳ سپتامبر ۲۴۵۳              | ۱۷:۴۳:۴۸                          | کامل | 48N 49.1W                | ۰٫۷۵۱۳  | ۱٫۰۶۳۸ | ۳۱۲        | ۴ دقیقه و ۱۵ ثانیه      |      |
| ۱۴۲   | ۴۸  | ۱۵ سپتامبر ۲۴۷۱             | ۱:۲۹:۱۱                           | کامل | 48N 162.2W               | ۰٫۸۱۰۹  | ۱٫۰۵۸۵ | ۳۲۳        | ۳ دقیقه و ۵۴ ثانیه      |      |
| ۱۴۲   | ۴۹  | ۲۵ سپتامبر ۲۴۸۹             | ۹:۲۰:۲۲                           | کامل | 48.6N 82.9E              | ۰٫۸۶۵۴  | ۱٫۰۵۲۷ | ۳۴۱        | ۳ دقیقه و ۳۲ ثانیه      |      |
| ۱۴۲   | ۵۰  | ۷ اکتبر ۲۵۰۷                | ۱۷:۱۸:۱۸                          | کامل | 50N 34W                  | ۰٫۹۱۴۱  | ۱٫۰۴۶۴ | ۳۷۴        | ۳ دقیقه و ۷ ثانیه       |      |
| ۱۴۲   | ۵۱  | ۱۸ اکتبر ۲۵۲۵               | ۱:۲۳:۵۵                           | کامل | 52.7N 152.5W             | ۰٫۹۵۵۸  | ۱٫۰۳۹۶ | ۴۵۰        | ۲ دقیقه و ۳۹ ثانیه      |      |
| ۱۴۲   | ۵۲  | ۲۹ اکتبر ۲۵۴۳               | ۹:۳۶:۳۰                           | کامل | 58.7N 91.9E              | ۰٫۹۹۱۹  | ۱٫۰۳۱۶ | -          | ۲ دقیقه و ۲ ثانیه       |      |
| ۱۴۲   | ۵۳  | ۸ نوامبر ۲۵۶۱               | ۱۷:۵۵:۴۰                          | جزئی | 62.5N 31.3W              | 1.0221  | 0.966  |            |                         |      |
| ۱۴۲   | ۵۴  | ۲۰ نوامبر ۲۵۷۹              | ۲:۲۱:۴۲                           | جزئی | 63.3N 166.5W             | 1.0466  | 0.9182 |            |                         |      |
| ۱۴۲   | ۵۵  | ۳۰ نوامبر ۲۵۹۷              | ۱۰:۵۴:۰۸                          | جزئی | 64.1N 56.4E              | 1.0654  | 0.8814 |            |                         |      |
| ۱۴۲   | ۵۶  | ۱۲ دسامبر ۲۶۱۵              | ۱۹:۳۰:۵۴                          | جزئی | 65.1N 82.1W              | 1.0802  | 0.8524 |            |                         |      |
| ۱۴۲   | ۵۷  | ۲۳ دسامبر ۲۶۳۳              | ۴:۱۲:۱۵                           | جزئی | 66.1N 137.9E             | 1.0909  | 0.8313 |            |                         |      |
| ۱۴۲   | ۵۸  | ۳ ژانویه ۲۶۵۲               | ۱۲:۵۵:۴۲                          | جزئی | 67.2N 3.1W               | 1.0995  | 0.8144 |            |                         |      |
| ۱۴۲   | ۵۹  | ۱۳ ژانویه ۲۶۷۰              | ۲۱:۴۱:۰۸                          | جزئی | 68.3N 145.2W             | 1.1061  | 0.8013 |            |                         |      |
| ۱۴۲   | ۶۰  | ۲۵ ژانویه ۲۶۸۸              | ۶:۲۴:۱۸                           | جزئی | 69.3N 72.8E              | 1.1141  | 0.786  |            |                         |      |
| ۱۴۲   | ۶۱  | ۵ فوریه ۲۷۰۶                | ۱۵:۰۷:۱۳                          | جزئی | 70.3N 69.9W              | 1.1218  | 0.7713 |            |                         |      |
| ۱۴۲   | ۶۲  | ۱۶ فوریه ۲۷۲۴               | ۲۳:۴۵:۲۵                          | جزئی | 71.1N 148E               | 1.1327  | 0.7511 |            |                         |      |
| ۱۴۲   | ۶۳  | ۲۷ فوریه ۲۷۴۲               | ۸:۱۹:۲۸                           | جزئی | 71.7N 6.3E               | 1.1468  | 0.725  |            |                         |      |
| ۱۴۲   | ۶۴  | ۹ مارس ۲۷۶۰                 | ۱۶:۴۵:۵۴                          | جزئی | 72.1N 133.9W             | 1.1667  | 0.6887 |            |                         |      |
| ۱۴۲   | ۶۵  | ۲۱ مارس ۲۷۷۸                | ۱:۰۶:۳۷                           | جزئی | 72.3N 87E                | 1.1908  | 0.6446 |            |                         |      |
| ۱۴۲   | ۶۶  | ۳۱ مارس ۲۷۹۶                | ۹:۱۸:۲۲                           | جزئی | 72.1N 49.7W              | 1.2216  | 0.5883 |            |                         |      |
| ۱۴۲   | ۶۷  | ۱۱ آوریل ۲۸۱۴               | ۱۷:۲۱:۳۶                          | جزئی | 71.7N 176E               | 1.2589  | 0.5204 |            |                         |      |
| ۱۴۲   | ۶۸  | ۲۲ آوریل ۲۸۳۲               | ۱:۱۵:۳۱                           | جزئی | 71.1N 44.5E              | 1.3031  | 0.4397 |            |                         |      |
| ۱۴۲   | ۶۹  | ۳ مه ۲۸۵۰                   | ۹:۰۱:۰۲                           | جزئی | 70.3N 84.3W              | 1.3537  | 0.3475 |            |                         |      |
| ۱۴۲   | ۷۰  | ۱۳ مه ۲۸۶۸                  | ۱۶:۳۷:۰۷                          | جزئی | 69.4N 149.9E             | 1.4111  | 0.243  |            |                         |      |
| ۱۴۲   | ۷۱  | ۲۵ مه ۲۸۸۶                  | ۰:۰۴:۵۴                           | جزئی | 68.5N 26.8E              | 1.4742  | 0.1283 |            |                         |      |
| ۱۴۲   | ۷۲  | ۵ ژوئن ۲۹۰۴                 | ۷:۲۴:۵۰                           | جزئی | 67.5N 93.8W              | 1.5428  | 0.004  |            |                         |      |